# Fernand Colleye
 (décembre 2017).
Si vous disposez d'ouvrages ou d'articles de référence ou si vous connaissez des sites web de qualité traitant du thème abordé ici, merci de compléter l'article en donnant les références utiles à sa vérifiabilité et en les liant à la section « Notes et références ».
Fernand Colleye, né le 20 janvier 1927 et mort le 16 mars 2018, est un journaliste belge de télévision. À l’INR, future RTB, il aura été l’un des pionniers de la télévision belge et l’un des membres fondateurs du « TV Journal », ancêtre du « Journal Télévisé » de la RTB.

## Biographie
Entré à l’INR (Institut National de Radiodiffusion), Fernand Colleye intègre, sitôt constituée au sein de la nouvelle RTB (Radiodiffusion-Télévision, Belge), la première équipe du Journal Télévisé.
De caractère expérimental, sinon artisanal, les débuts en noir et blanc ne font que le préparer à vivre tout au long de sa carrière un formidable développement technologique, mais aussi à inlassablement œuvrer à l’invention d’un métier.
Féru de littérature, de philosophie, d’histoire et de grande musique, il se révélera connaisseur passionné en matière de politique internationale. Et déjà, via le réseau Eurovision, il s’impliquera dans les premières expériences d’échanges quotidiens d’actualités filmées appelés EVN, véritable rampe de lancement, avec bientôt le concours du satellite Telstar, à la mondialisation de l’information TV.
Du baptême du petit prince Philippe aux funérailles du roi Baudouin et à l’avènement de son frère, Albert II, en passant par les « dishleys aériens de Farnborough », les défilés du 21 juillet à Bruxelles, les mariages princiers dans les Cours européennes, l’intronisation des papes et les solennités officielles pour la mort de personnalités de format international : Brejnev, Pompidou, Sadate, Hiro-Hito, …, Fernand Colleye va assurer à l’écran, des heures durant, les commentaires de quelque 120 retransmissions en direct, au cours desquelles avec nombre de reporters étrangers,- parmi lesquels, naturellement, Léon Zitrone, — il nouera de solides liens d’amitié et d’entraide.
Cette fois avec le concours de la Télévision flamande, il mobilisera l’antenne, des journées entières, dans des manifestations aussi exceptionnelles que la célébration des 25 ans du règne de Baudouin Ier ou la visite en Belgique du pape Jean-Paul II. De même, il consacrera deux soirées, l’une et l’autre, à des monographies royales qui feront date : Né pour régner sur le roi Baudouin, et Prince des Belges sur le futur Philippe Ier.
Fernand Colleye, qui collaborera fréquemment à la presse écrite, publiera également des livres, dont Charles Moeller et l’Arbre de la Croix, biographie d’un grand théologien belge du XXe siècle, ce qui lui vaudra de remporter le prestigieux prix du Cercle Gaulois. Grand voyageur, il s’en ira, encore par-delà l’âge de la retraite, telles que l’Inde, Israël, l’Afrique de l’Ouest ou les USA.
Marié pour une très longue vie avec une collaboratrice de La Libre Belgique, Janou Colleye, par ailleurs public-relations de la RTBF, Fernand Colleye aura trois enfants, des petits-enfants et des arrière-petits-enfants.